# هارپر تاورن (پنسیلوانیا)
هارپر تاورن (به انگلیسی: Harper Tavern) یک منطقهٔ مسکونی در ایالات متحده آمریکا است که در شهرستان لبنان، پنسیلوانیا واقع شده‌است. هارپر تاورن ۴۵ نفر جمعیت دارد و ۱۱۶٫۱۳ متر بالاتر از سطح دریا قرار دارد.